# Traktat kaliski (1813)
Traktat kaliski – sojusz zaczepno-odporny zawarty 28 lutego 1813 w Kaliszu pomiędzy Imperium Rosyjskim i Królestwem Prus. 

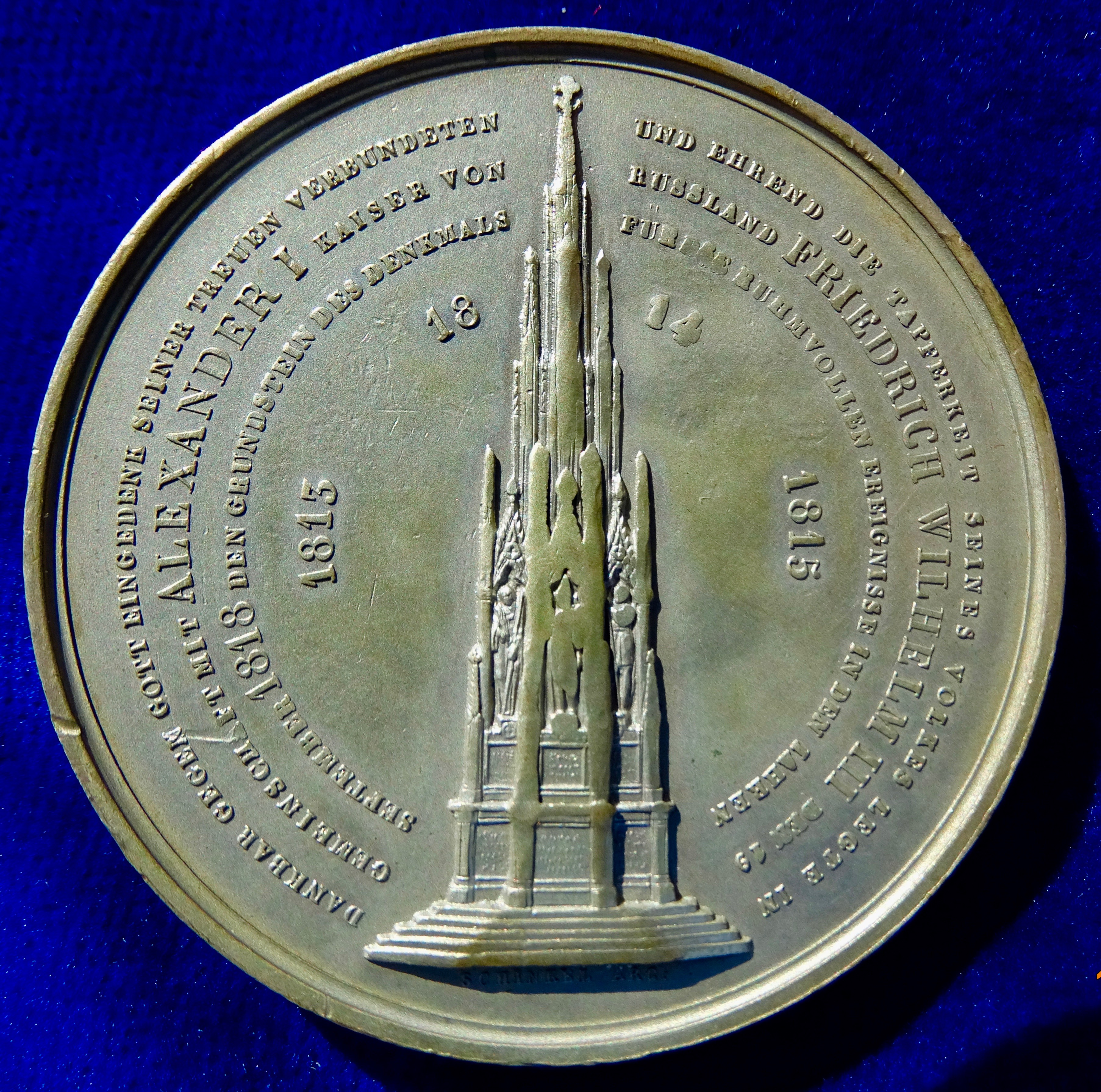
Medal z 1818 roku wybity przez Prusaków na pamiątkę zawarcia Traktatu w Kaliszu

Traktat został wynegocjowany przez Karla Augusta von Hardenberga i Michaiła Kutuzowa. Strony zwróciły się do Wielkiej Brytanii i Austrii o przyłączenie się do sojuszu. Jego skutkiem było wypowiedzenie przez Prusy wojny I Cesarstwu Francuskiemu. 
Prusy stanęły po stronie Rosji po porażce Napoleona w kampanii przeciwko Rosji rok wcześniej. Sojusz poprzedziła konwencja w Taurogach, która 30 grudnia 1812 roku zakończyła stan wojny między Prusami a Rosją. W reskrypcie do swojego negocjatora Paulucciego car Aleksander I ogłosił już 6 lipca (18 grudnia) zamiar zawarcia sojuszu z Prusami przeciwko Francji.  
W rosyjskiej kwaterze w Kaliszu, w podbitym przez Rosję Księstwie Warszawskim, Prusy i Rosja zawarły pokój i sojusz. Tym samym Prusy oficjalnie zakończyły narzucony im przez Napoleona w maju 1812 roku sojusz przeciwko Rosji. Ze strony pruskiej wystąpił pułkownik Karl Friedrich von dem Knesebeck. Traktat przewidywał przywrócenie Królestwu Prus granic z 1806 r. i dalsze nabytki terytorialne w północnych Niemczech. Na propozycję rosyjską znaczący wpływ miał Freiherr vom Stein, który pracował na dworze carskim w Rosji i w dwóch tajnych artykułach zagwarantował przywrócenie Prus w warunkach „statystycznych, geograficznych i finansowych” z 1806 r. oraz zaokrągleń terytorialnych. Prusy musiały zrezygnować z terytorium Księstwa Warszawskiego, ale przyznano im część Wielkopolski, czyli późniejszego Wielkiego Księstwa Poznańskiego. Prusy miały odzyskać także swoje posiadłości w północnych Niemczech, z wyjątkiem dawnego elektoratu hanowerskiego.  
W zasadzie kongres wiedeński w 1815 r. opierał się na postanowieniach terytorialnych zawartych w traktacie kaliskim.  
Odnośnie spraw militarnych Rosja zobowiązała się do zebrania 150-tysięcznej armii przeciwko Francji, a Prusy obiecały 80 000 ludzi.  
Traktat został ostatecznie podpisany 27 lutego 1813 r. we Wrocławiu i dzień później w Kaliszu. Prusy wypowiedziały wojnę Francji 16 marca 1813 roku. 
Ponieważ francuski był językiem dyplomacji, traktat, choć skierowany przeciwko Francji, został sporządzony po francusku. 